# Скло мистецьке
Скло мистецьке — галузь декоративно-ужиткового мистецтва, одночасно і скляної промисловості. У X — XIII ст. скловиробні заводи в Україні-Руси виробляли різнокольорові і золочені смальти, культові писанки та іграшкові брязкальця, скляні прикраси, кольорові віконні шибки та фігурний посуд до пиття.

## Рання історія скловарства
За загально складеною історичною думкою технології виготовлення скла вперше почали використовувати близько 2500-3000 р.р. до н. е. у Межиріччі та Єгипті, оскільки глазуровані склом фаянсові прикраси, вік яких нараховує п'ять тисяч років, знаходили саме там. Археологія Межиріччя, особливо періоду Стародавніх Шумеру та Аккаду, схиляє дослідників до того, що менш старовинним зразком виробництва скла слід вважати пам'ятку, знайдену в Межиріччі в районі Ашнунаку — циліндричну печатку з прозорого скла, що датується періодом династій Аккадської держави, тобто вік її — близько чотирьох з половиною тисяч років.
Про розгалуження скловиробів на побутові і мистецьки свідчить археологічна знахідка скляної намистини зеленого кольору діаметром близько 9 мм, що зберігається у Єгипетському музеї у Берліні. Іона не мала утилітарного призначення, а свідчила лише про декоративне її призначення. Вона вважається одним з найдавніших зразків скла. Намистина була знайдена єгиптологом Фліндерсом Пітрі біля Фів, за деякими допущеннями їй п'ять з половиною тисяч років.

## Склярство Київської Русі
Спершу в виробництві мистецького скла застосовано техніку витягування та відливання скла, на переломі 10 — 11 ст. опановано мистецтво видування, а згодом і рафінування маси дворазовим варінням, що давало чисте прозоре скло. Знайдені посудини 10 — 13 ст. свідчать про наявність двох сортів виробів: дешевих з «простого», «зеленого» (пляшкового) або «лісового» скла і з високоцінованого «білого» або «кришталевого». Посуд того часу прикрашався накладними узорами з скляних ниток і стрічок (однотонних або кольорових) у формі спіральних або хвилястих ліній, а також геометричного орнаменту. Ця орнаментика стала основою українського скляного виробництва і пізніших століть.

## XVIII-XIX століття
У XVIII — на початку XIX ст. виробництво мистецького скла досягло найвищого рівня. Виникали нові добре обладнані гути, опановано техніку видування листового скла «халявним» способом та нові засоби оброблення і прикрашання, головним чином кольоровою емаллю, а згодом різьбою, гравіюванням і золоченням. Створено стиль українського мистецького скла, який полягав у тому, що робота над створенням форми виробу пов'язувалася органічно з його декоруванням.
Своєрідним явищем українського мистецького скла були фігурні вироби: пляшки, барильця з виглядом тварин (ведмедик, коник, баранець) і птахів (качка, одуд, півник), звичайні ґротескні персонажі народних казок, переказів, прислів'їв. Особливістю волинських виробів були вази-кошички, тонко вироблені ліпним склом, і свічники з філіґранню. На гутах Львівщини (Жовква) вироблялися павуки-люстри. У мистецькому склі 18-19 ст. застосовуються багаті види орнаментації: пластичні ліпні оздоби (геометричний орнамент, дрібна пластика), розписи емалем (на тонкостінних виробах переважає рослинний орнамент, рідше сюжетні зображення), розписи олійними фарбами (споріднені з народними настінними розписами, здебільше рослинні), гранування (заглиблення) «ямками» (круглими) і «сложками» (овальними), з яких майстер формував орнамент з квіток (соняшнику, ромашки), гравіювання (портретні зображення, герби) і позолота.
У другій половині 19 ст. виробництво мистецького скла під тиском промисловості занепадає. Щойно з 1930-их pp. починають з'являтися предмети мистецького скла на скло-заводах УРСР: рубінові «Кремлівські зорі» (1937р.), кришталевий водограй для радянського павільйону на міжнародній виставці в Нью-Йорку (1939р.), виконані на Костянтинівському заводі «Автоскло». Згодом щораз частіше мистецьке скло застосовується в архітектурі та декоративно-прикладному мистецтві (павільйони Всесоюзної сільськогосподарської виставки, метрополітен у Москві і «Київ. кільцева») і відроджуються вітражі («Переяславська рада» для павільйону УРСР на виставці досягнень народного господарства СРСР, автори Г. Юнь, В. Давидов, С. Кириченко; «Дружба народів» за ескізом А. Мисіна та ін.), виконувані переважно Костянтинівським і Київським склозаводом. З 1950-их pp. склозаводи виконують одиничні порожнисті вироби для виставок, ювілеїв, нагород, використовуючи при декорації техніку гранування і глибокого травлення виробів з накладного скла (так звана техніка Гале). Тепер осередками виробництва мистецького скла є склозавод Києва, Львова (фірма «Райдуга»), менший у Стриї. Митці на заводах Києва і Львова використовують спадщину народного посуду, створюючи вироби для побутових потреб.

## Мистецьке скло доби сецесії
До створення мистецького скла в добу сецесії звернулась ціла низка дизайнерів,технологів і худоників. У авангарді технологічних пошуків опинився францу Рене Лалік (1860-1945). Майстерню по виробництву дзеркал та кришталю мав ще його батько. Син став продовжувачем родинного бізнесу на новому етапі. Експериментам із різним склом передувала праця з фаянсом та керамікою. Низку технологічних напрацювань він переніс і на роботу зі склом. 
У 1890 році Лалік починає роботу зі склом. Воно відносно дешеве, а тому підходить для його ідеї про доступні жіночі прикраси. Він починає, як не дивно, не з прикрас, а із посуду і отримує на одному із конкурсів другу премію. У 1900 році Всесвітня виставка у Парижі приносить йому світову відомість, Гран-прі та орден Почесного легіону.
Згодом Лалік починає вигадувати склянки для парфумів. У 1905 році Лалік переносить свою майстерню на Вандомську площу і його сусідом виявляється парфюмер Франсуа Коті. Коті замовляє Лаліку флакон для його нових парфумів і той його не підводить. Робота виконана майстерно. Після цього замовлення, Лалік розроблює ще безліч флаконів для парфумів: Cyclamen (1909), Ambre Antique (1910), Styx (1911), Chypre (1917). За декілька років співпраці Коті та Лаліка, ювелір виготовляє 16 флаконів, а також оздоблює вітрину для Нью-Йоркського магазину Коті. 
У 1909 році Лалік арендує стеклодувний завод у містечку Ком-ля-Віль і через деякий час купує його. Під час Першої світової війни його доводиться закрити. Новий завод Лалік відкриває тільки у 1921 році у місті Венжан-сюр-Моде. Він продовжує свої експерименти, встановлюючи нові технології на заводі. Всі вироби зі скла віднині виготовляються по кінцевим відлитим формам.

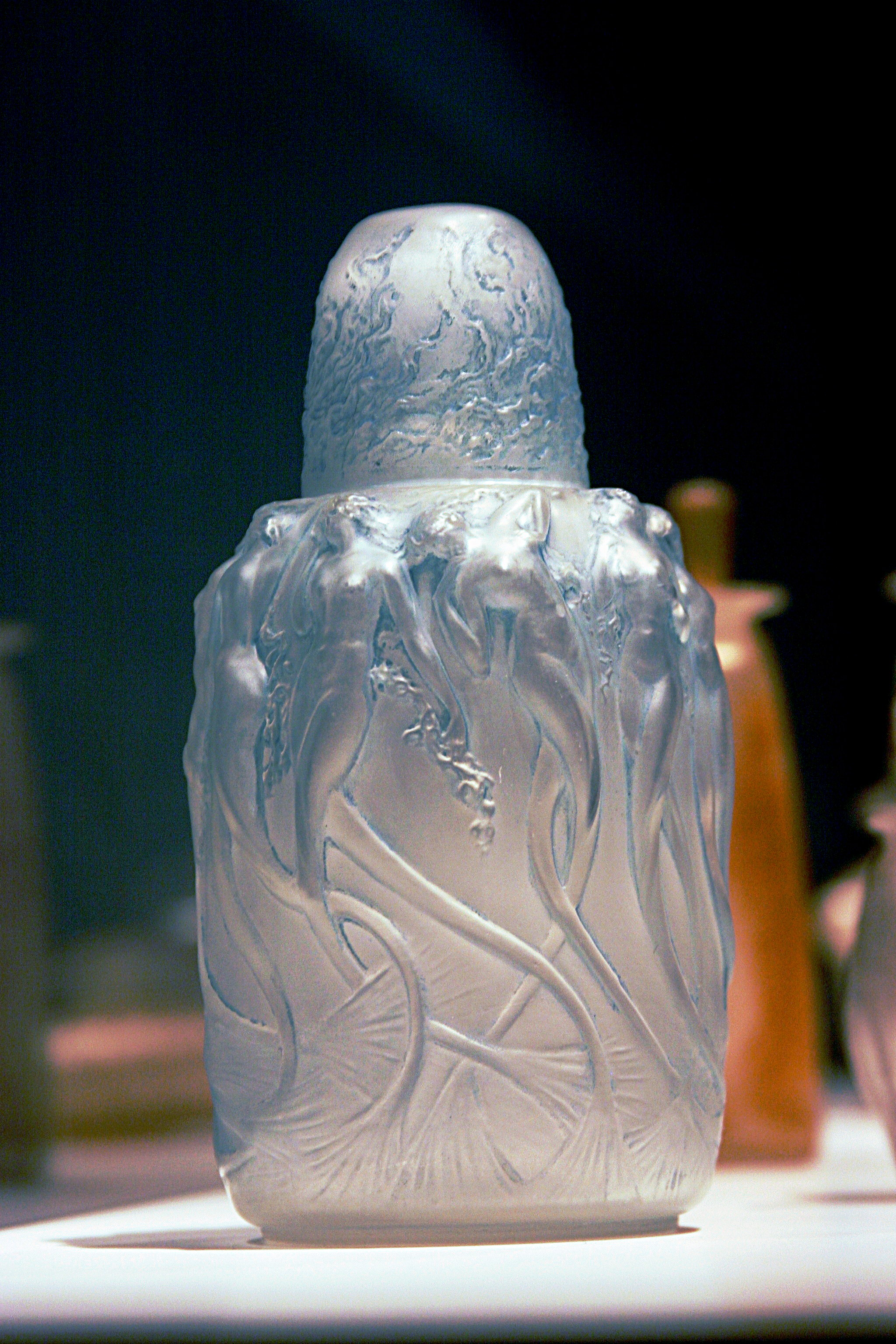
Рене Лалік. Ваза, Барселона.
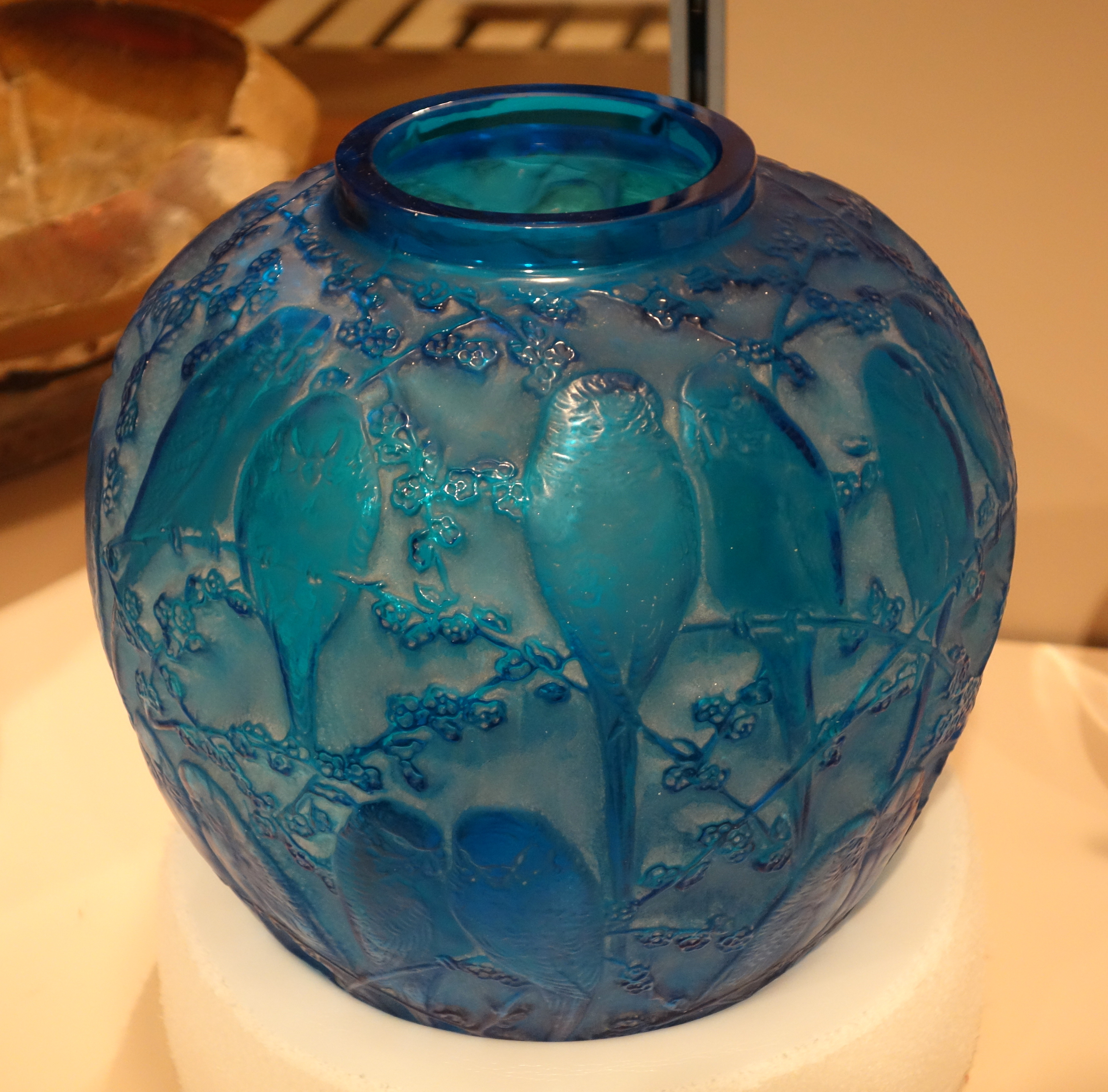
Рене Лалік. Ваза,

## Мистецьке скло і скляні ялинкові іграшки

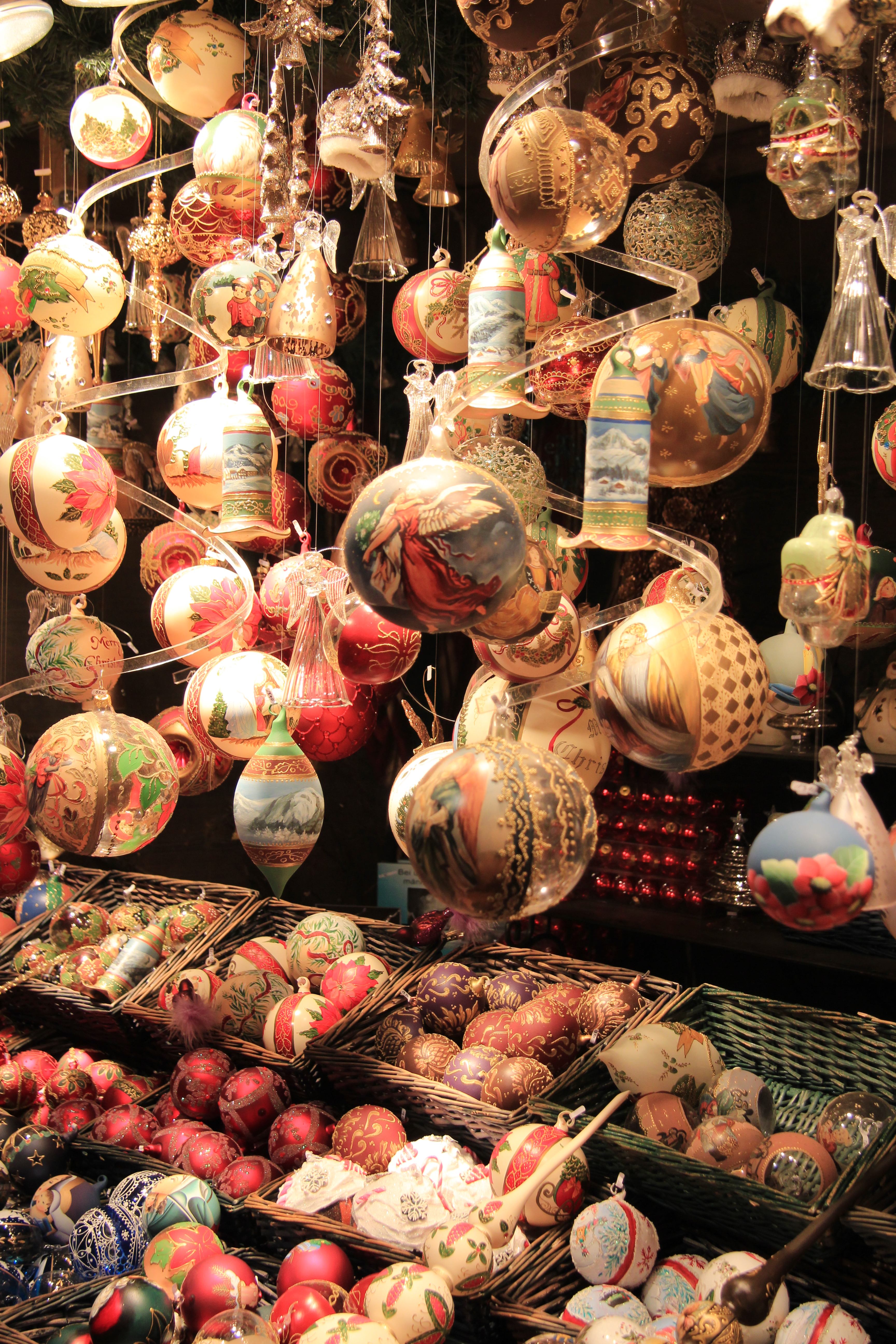

Музей мистецького стекла (нім. Das Museum für Glaskunst) створено у місті  Лауша, Німеччина – Лауша тривлий час була одним із центрів скляства у Тюрингії.
Музейна збірка має низку експонатів з тюринзького скла від дби  позднего середньовіччя до сьогодні. Чільне мсце в музейних колекціях посідають  ялинкові іграшки, бо Лауша була тривалий час центром виробництва скляних ялинкових іграшок.

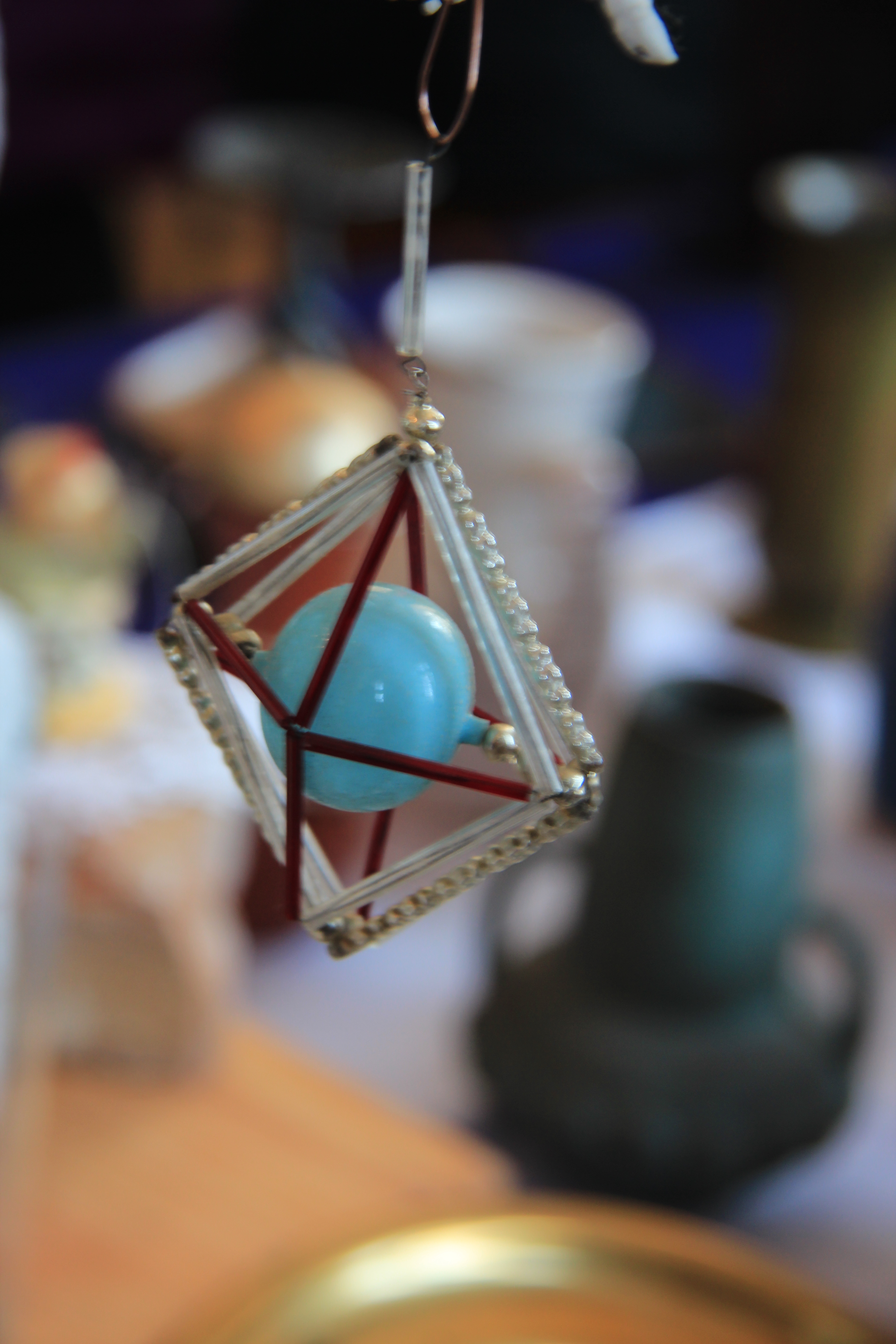
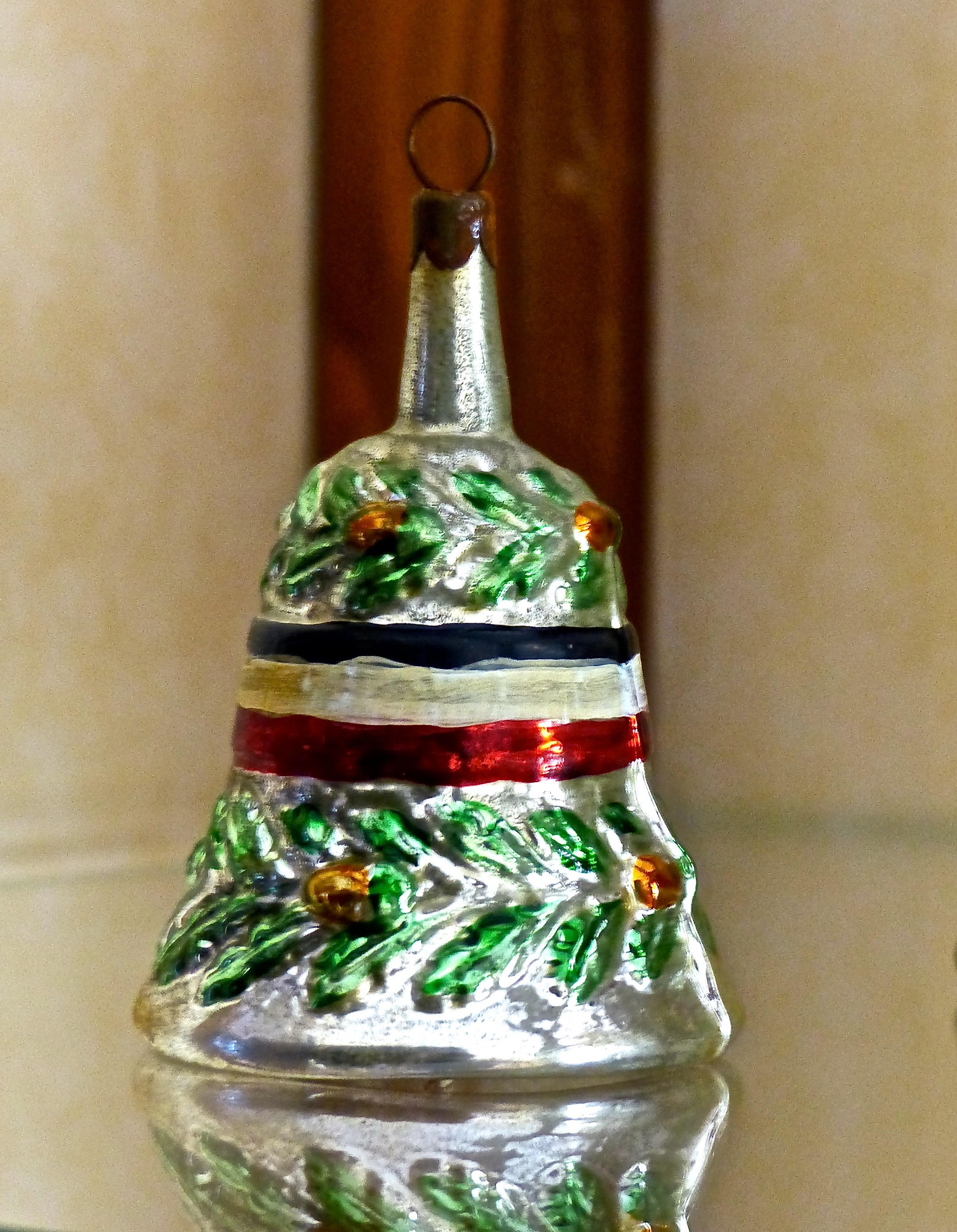
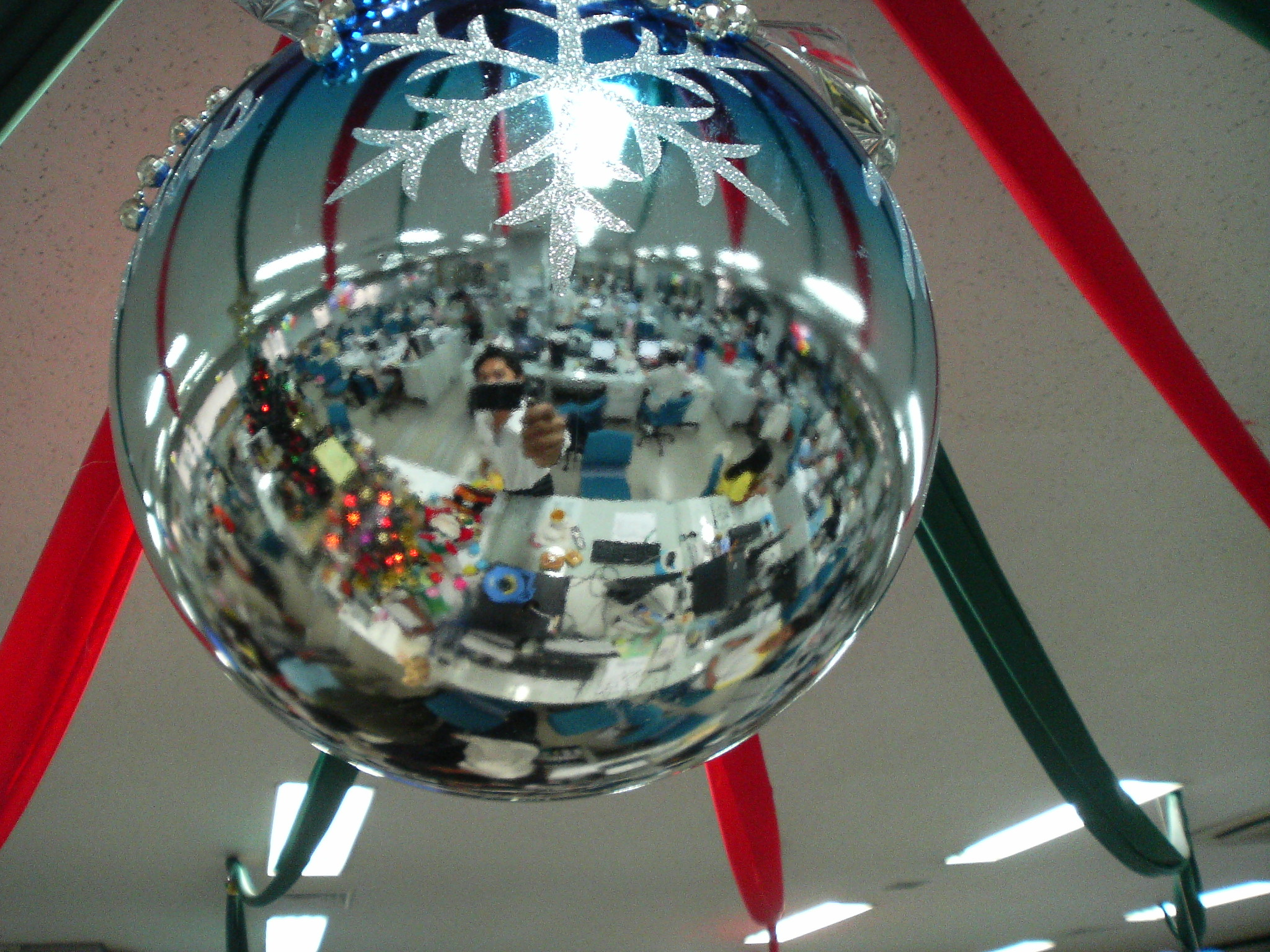
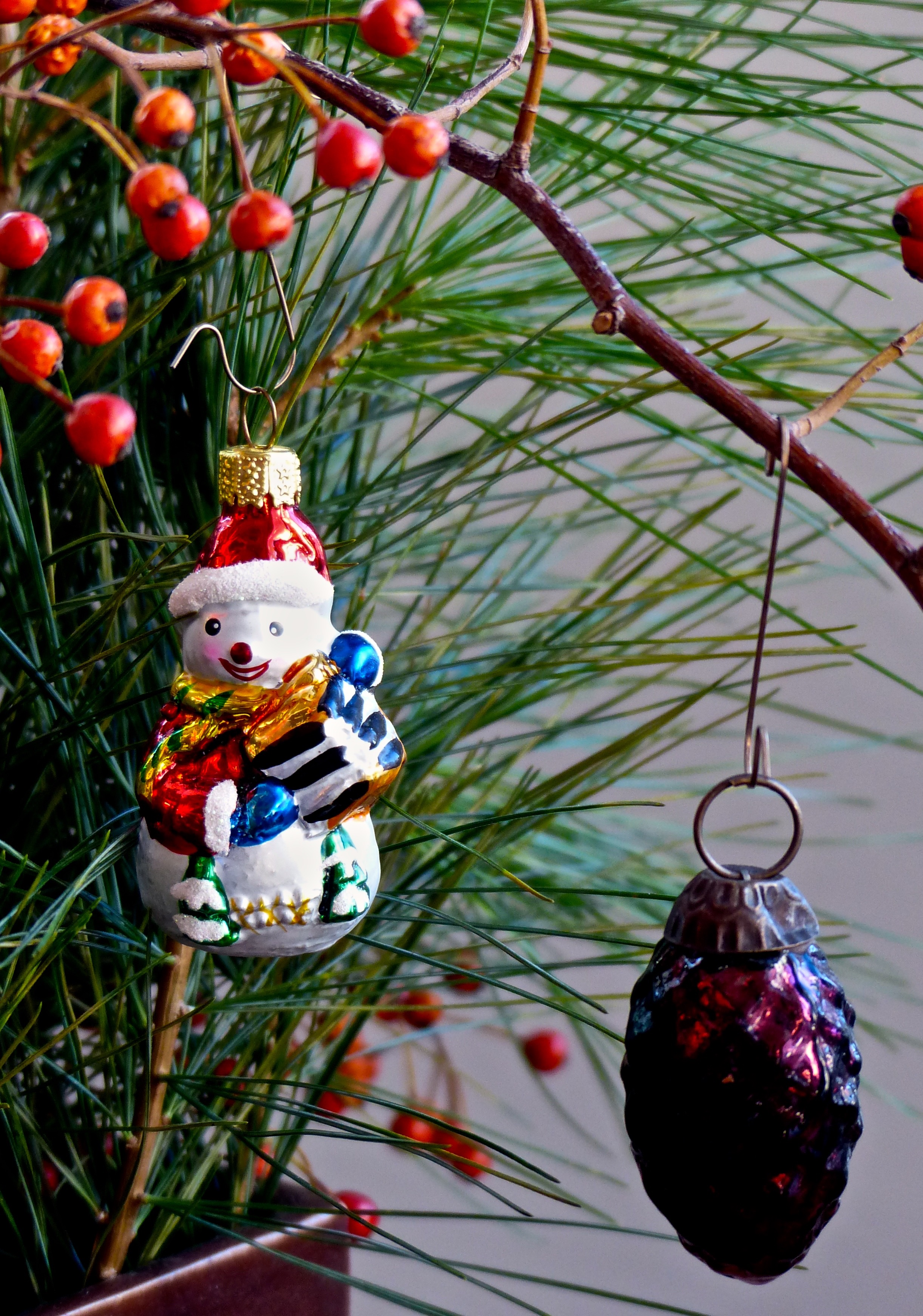

## Інші музейні збірки художнього скла

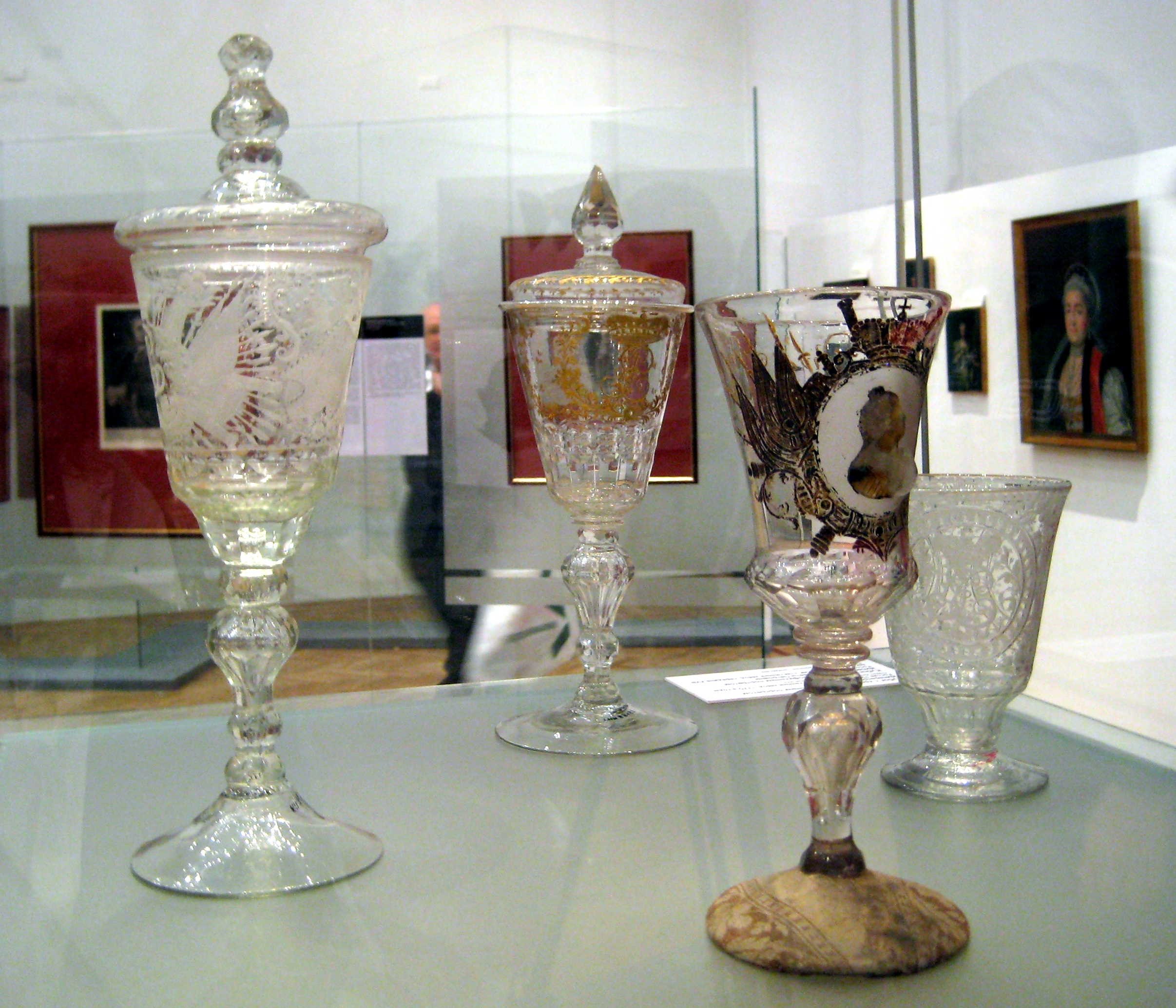
Вироби з кришталю та скла. Державний історичний музей (Москва).

Колекції українського мистецького скла зберігаються в Державному Музеї Українського Мистецтва в Києві, Львівському Українському Державному Музеї Етнографії та Художнього Промислу АН УРСР, у Сумському Художньому Музеї; історичних музеях — Київському, Львівському, Чернігівському; історично-краєзнавчих у Луцькому (колекції мистецького скла 15 — 17 рр.), Крем'янці та інших; Ленінградському Державному Музеї Етнографії Народів СРСР, у Державному Історичному Музеї в Москві та інших.

## Вітражі

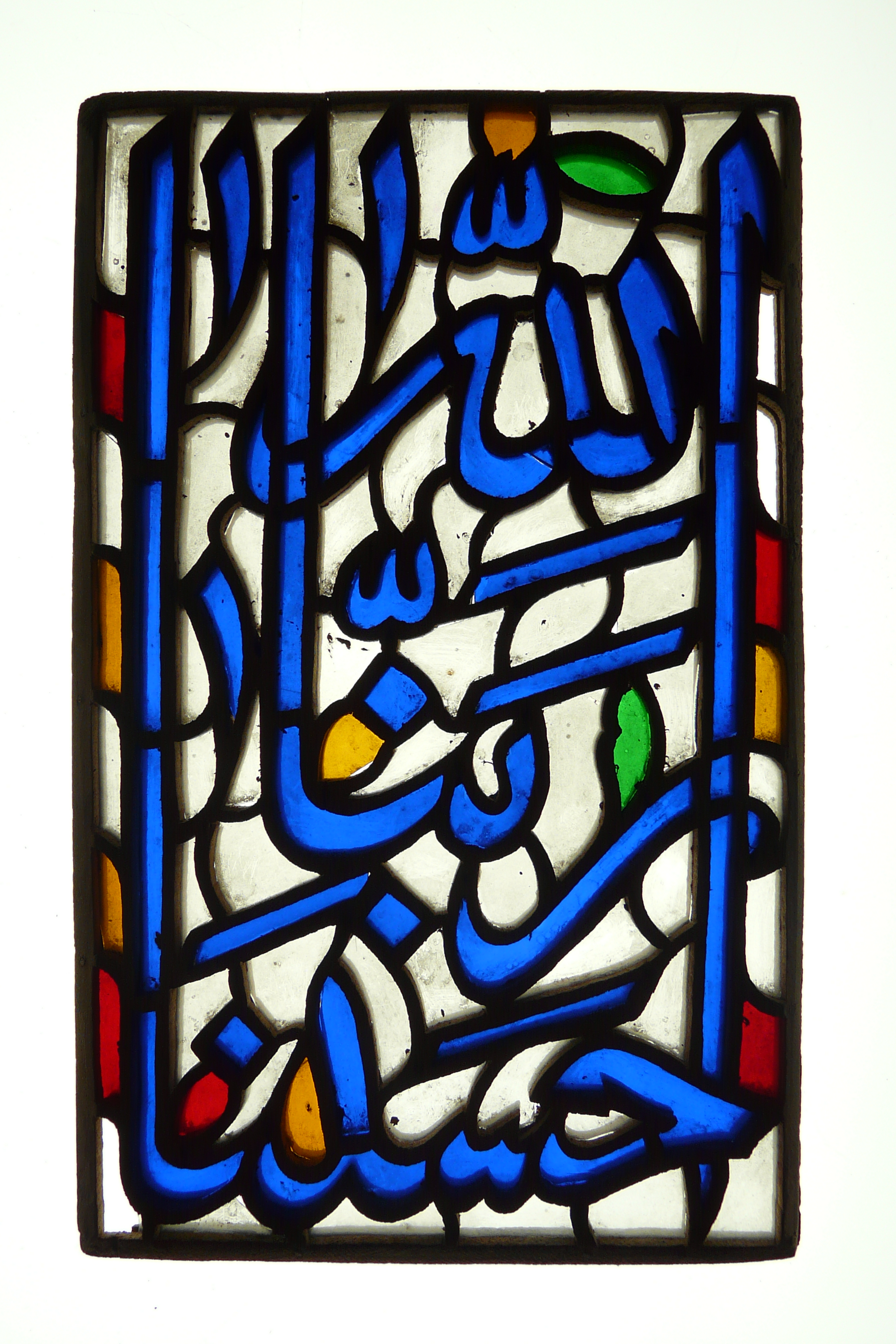
Персія, вітраж з каліграфічним арабським написом
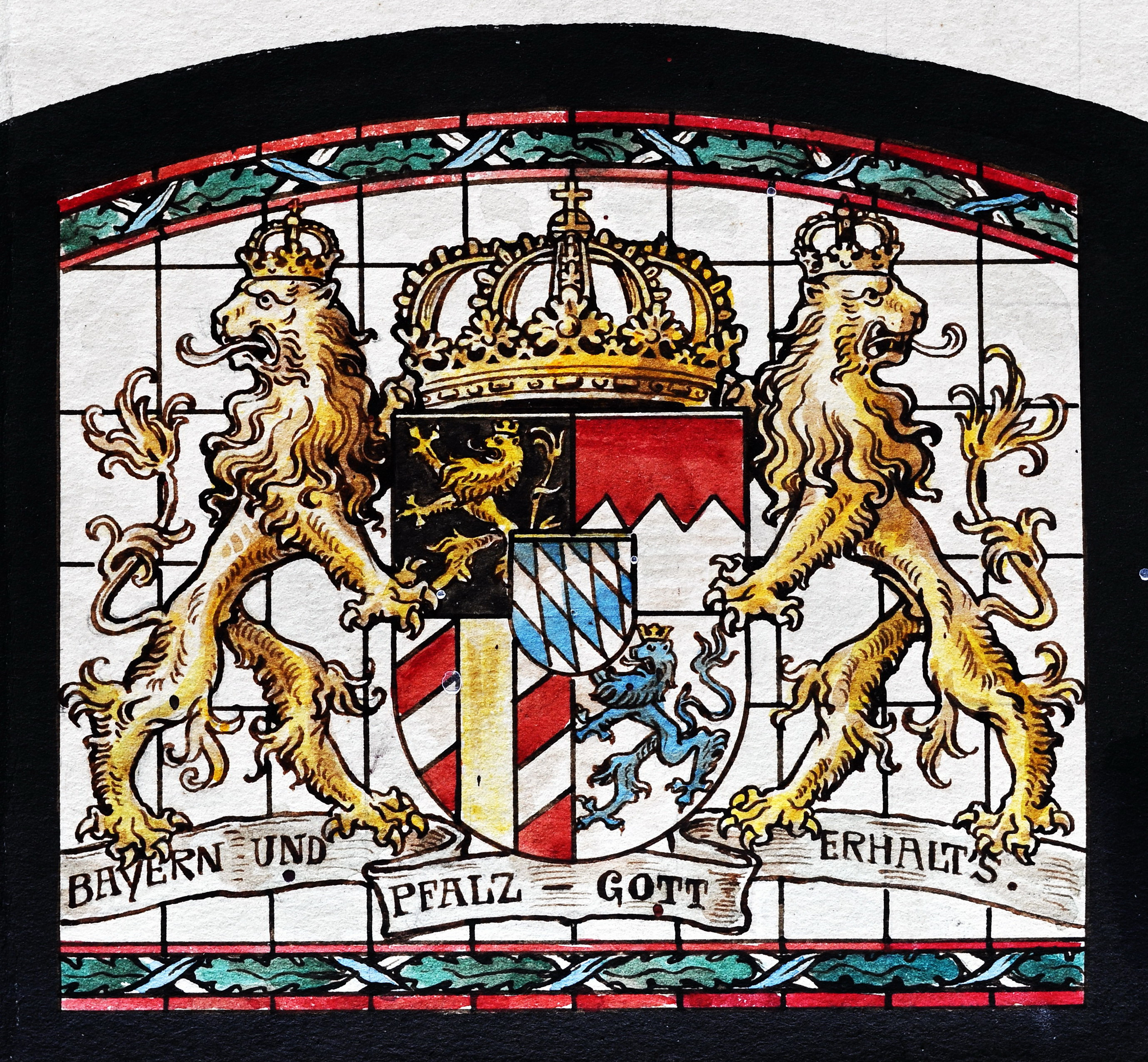
Геральдичний вітраж, Баварія
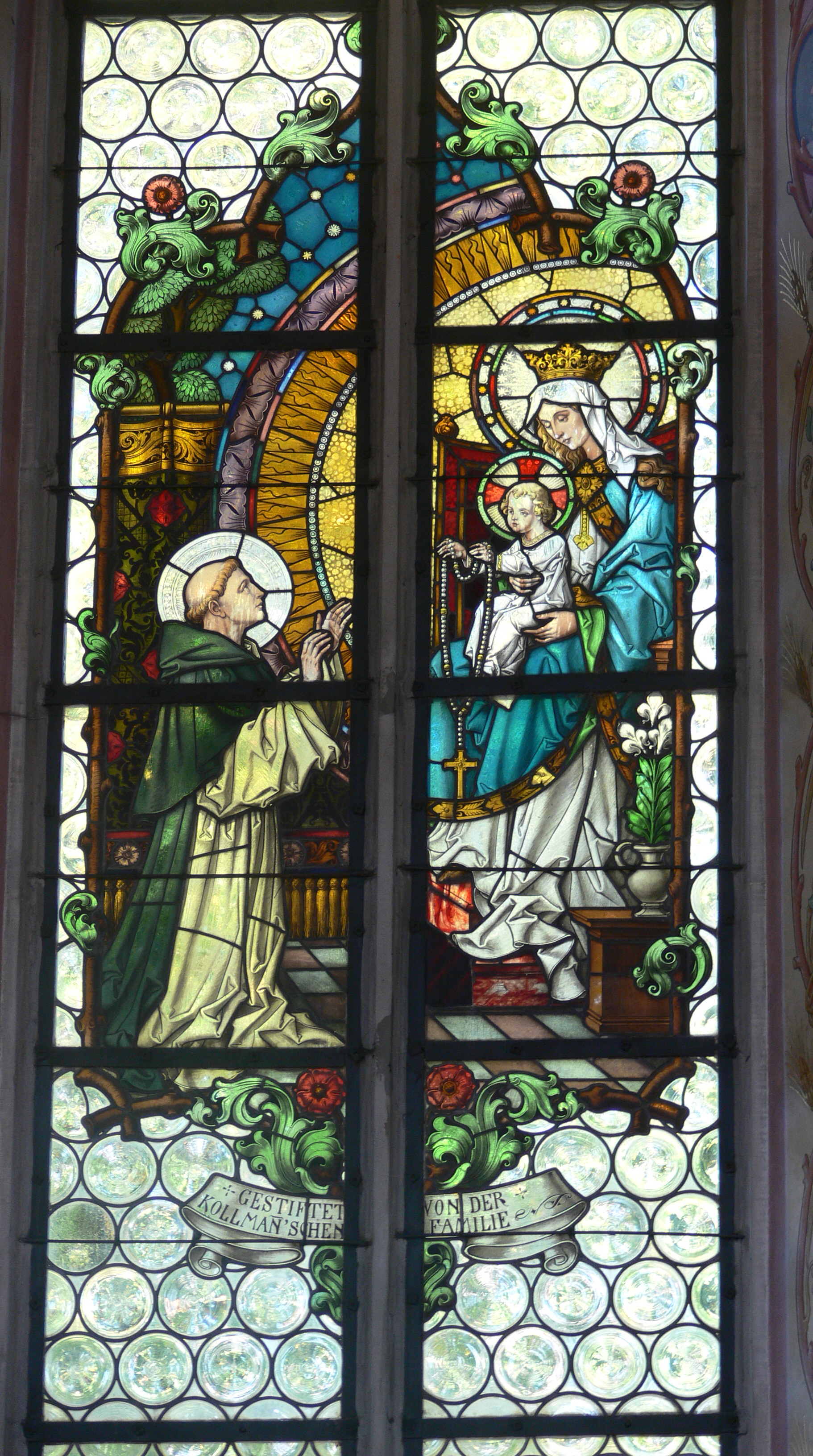
Св. Домінік перед Мадонною